# Estefania García
Estefania Priscila García Mendoza (Portoviejo, 13 mei 1988) is een Ecuadoraans judoka, die haar Zuid-Amerikaanse vaderland tweemaal op rij vertegenwoordigde bij de Olympische Spelen, te beginnen in 2012 (Londen). García won de gouden medaille bij de Pan-Amerikaanse Spelen in 2015. In de finale was de Ecuadoraanse te sterk voor de Canadese Stéfanie Tremblay.

## Erelijst

### Pan-Amerikaanse Spelen
- 2015 – Toronto, Canada (– 63 kg)

### Pan-Amerikaanse kampioenschappen
- 2012 – Montreal, Canada (– 63 kg)
- 2014 – Guayaquil, Ecuador (– 63 kg)
- 2015 – Edmonton, Canada (– 63 kg)
- 2016 – Havana, Cuba (– 63 kg)
- 2017 – Panama-Stad, Panama (– 63 kg)